# Tilsia Perigault
Tilsia Perigault Hayams (Ciudad de Panamá, 30 de abril de 1930 - 29 de abril de 1990) fue una educadora y escritora infantil panameña.
Se graduó en 1951 como educadora de jardín de infancia en la Universidad de Chile y posteriormente se especializó en educación y periodismo en la Universidad de Panamá.
Fue profesora de creatividad infantil en el centro de arte y cultura del Ministerio de Educación y directora del Instituto Psicopedagógico por más de una década. En la década de 1970 fundó la Asociación Panameña de Literatura Infantil y Juvenil y fue su vicepresidenta hasta su fallecimiento.
En 1963 inició la publicación "Crítica infantil", un suplemento del diario Crítica Libre, y otras secciones infantiles en el periódico El Panamá América. Desde la década de 1970 hasta su fallecimiento, publicó el suplemento "La Estrella de los niños", en el diario La Estrella de Panamá.
Su trabajo como maestra de jardín de niños la hizo especializar en literatura infantil y en 1961 publicó Versos para divertir a los niños, un pequeño libro ilustrado por su hermana Estela Perigault, y que fue obsequiado al Ministerio de Educación. Otras obras que publicó fueron: 100 adivinanzas para niños (1978), La ratita que quería comer suripico (1979), La mariposa plateada (1995, obra póstuma) y El regalo de las estrellas (1995, obra póstuma). Su obra literaria fue galardonada en el Concurso Nacional de Literatura Infantil por la Caja de Ahorros.